# معدل الأيض الأساسي

معدل الأيض الأساسي أو معدل الاستقلاب الأساسي (Basal metabolic rate) هو القيمة التي تستخدم لوصف الاستقلاب (الأيض) وبالأخص عند البشر، وهي قيمة الطاقة التي يتطلبها الجسم خلال يوم واحد لإعادة صيانة وظيفته في حين يكون الجسم في حالة راحة تامة وفي حال اليقظة صباحاً وفي حالة عدم نشاط عملية الهضم ودون مجهود جسدي وتحت درجة الحرارة العادية للغرفة ( 28 درجة مئوية).
إن معدل الإستقلاب الأساسي لشخص بالغ تساوي (45 - 55) {\displaystyle w/m^{2}} أي 45 إلى 55 واط لكل متر مربع من السطح الخارجي للجسم.

## مثال
شخص بالغ وزنه 70 كيلوغرام تقريبا ومساحة سطحه الخارجي 1,73 {\displaystyle m^{2}} فإن معدل استقلابه الأساسي يساوي ( 77 - 88 ) W .
والواط W هي واحدة الاستطاعة والاستطاعة تساوي العمل\الزمن ⇐ 88W = 88 j/s ( جول\ثانية ) ⇐ وبالتحويل إلى دقائق ثم ساعات ثم ليوم واحد = 24 ساعة نجد أن معدل الإستقلاب الأساسي لهذا الشخص = 7603 kJ / Day (كيلو جول في اليوم) وبالتحويل إلى حريرات ( مع العلم أن الحريرة الواحدة تساوي كمية الطاقة اللازمة لرفع درجة حرارة 1 غرام من الماء درجة مئوية واحدة).
7603 kJ / Day يساوي 1817 Kcal كيلو حريرة في اليوم، أي أن شخصا بالغاً بالمواصفات السابقة وفي الحالة المذكورة أعلاه يحتاج إلى 1817 كيلو حريرة يومياً من غير أن يقوم بأي عمل .
إن سبب تعلق معدل الإستقلاب الأساسي بمساحة السطح الخارجي للجسم هو أنه كلما كانت مساحة سطح الجسم أكبر كلما كانت حاجة الجسم للحرارة أكبر وأيضا فأن 80% إلى 90% من معدل الإستقلاب الأساسي يُصرف على شكل حرارة يتم تقديمها للجسم .
في حالة ارتفاع درجة الحرارة
إذا ارتفعت درجة حرارة الجسم درجة مئوية واحدة يؤدي إلى ازياد معدل الإستقلاب الأساسي بنسبة 14% .
والعلاقتين التاليتين توضحان طريقة حساب معدل الإستقلاب الأساسي لكل من الرجل والمرأة :
- للرجل , {\displaystyle P=\left({\frac {13.7516m}{1~{\mbox{kg}}}}+{\frac {5.0033h}{1~{\mbox{cm}}}}-{\frac {6.7550a}{1~{\mbox{year}}}}+66.4730\right){\frac {\mbox{kcal}}{\mbox{day}}}}
- للمرأة , {\displaystyle P=\left({\frac {9.5634m}{1~{\mbox{kg}}}}+{\frac {1.8496h}{1~{\mbox{cm}}}}-{\frac {4.6756a}{1~{\mbox{year}}}}+655.0955\right){\frac {\mbox{kcal}}{\mbox{day}}}}

حيث P تمثل إنتاج الحرارة الكلي أثناء الراحة التامة
و m تمثل الكتلة
و h تمثل الطول
و a تمثل العمر
أين يستهلك جسمنا الطاقة في حال الراحة التامة للجسم :
| نسب استهلاك الطاقة | نسب استهلاك الطاقة |
| ------------------ | ------------------ |
| الكبد              | 27%                |
| الدماغ             | 19%                |
| القلب              | 7%                 |
| الكلى              | 10%                |
| العضلات الهيكلية   | 18%                |
| أعضاء أخرى         | 19%                |

1. ↑  "معلومات عن معدل الأيض الأساسي على موقع ne.se". ne.se. مؤرشف من الأصل في 2019-12-20.
2. ↑  "معلومات عن معدل الأيض الأساسي على موقع meshb.nlm.nih.gov". meshb.nlm.nih.gov. مؤرشف من الأصل في 2019-06-30.
3. ↑  "معلومات عن معدل الأيض الأساسي على موقع wikiskripta.eu". wikiskripta.eu. مؤرشف من الأصل في 2019-12-13.